# Xian autonome bai et pumi de Lanping
Le xian autonome bai et pumi de Lanping (兰坪白族普米族自治县 ; pinyin : Lánpíng báizú pǔmǐzú Zìzhìxiàn) est un district administratif de la province du Yunnan en Chine. Il est placé sous la juridiction de la préfecture autonome lisu de Nujiang.

## Démographie
La population du district était de 186 154 habitants en 1999.